# Daiki Tamori
Daiki Tamori (田森 大己 Tamori Daiki?, nacido el 5 de agosto de 1983 en Shōbara, Hiroshima) es un futbolista japonés que se desempeña como defensa.

## Trayectoria

### Clubes
| Club           | País  | Año         |
| -------------- | ----- | ----------- |
| Ventforet Kofu | Japón | 2006 - 2008 |
| Ehime FC       | Japón | 2009 - 2012 |
| Kyoto Sanga FC | Japón | 2013 - 2015 |
| FC Gifu        | Japón | 2016 -      |

## Estadística de carrera

### J. League
| Club           | Año   | J. League | J. League | Copa J. League | Copa J. League | Total | Total |
| Club           | Año   | Part.     | Goles     | Part.          | Goles          | Part. | Goles |
| -------------- | ----- | --------- | --------- | -------------- | -------------- | ----- | ----- |
| Ventforet Kofu | 2006  | 0         | 0         | 0              | 0              | 0     | 0     |
| Ventforet Kofu | 2007  | 9         | 0         | 2              | 0              | 11    | 0     |
| Ventforet Kofu | 2008  | 5         | 0         | -              | -              | 5     | 0     |
| Ehime FC       | 2009  | 24        | 1         | -              | -              | 24    | 1     |
| Ehime FC       | 2010  | 22        | 0         | -              | -              | 22    | 0     |
| Ehime FC       | 2011  | 25        | 1         | -              | -              | 25    | 1     |
| Ehime FC       | 2012  | 27        | 0         | -              | -              | 27    | 0     |
| Kyoto Sanga FC | 2013  | 18        | 0         | -              | -              | 18    | 0     |
| Kyoto Sanga FC | 2014  | 26        | 1         | -              | -              | 26    | 1     |
| Kyoto Sanga FC | 2015  | 17        | 0         | -              | -              | 17    | 0     |
| FC Gifu        | 2016  | 23        | 1         | -              | -              | 23    | 1     |
| FC Gifu        | 2017  | 32        | 1         | -              | -              | 32    | 1     |
| Total          | Total | 228       | 5         | 2              | 0              | 230   | 5     |